# Kyūjutsu
Le kyūjutsu (弓術, tir à l'arc guerrier) était utilisé sur les champs de bataille bujutsu. L'arc était l'arme symbole du samouraï.
Une fois les armes à feu introduites au Japon au XVIe siècle, le kyūjutsu a perdu son utilité et a muté pour devenir le kyūdō.

## Histoire

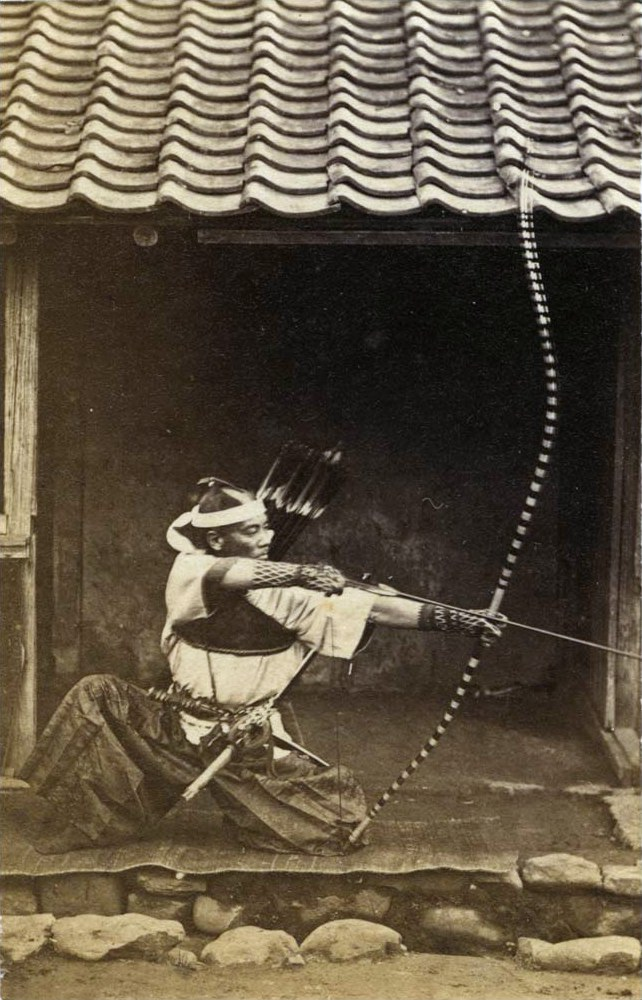
Archer à l'entrainement.

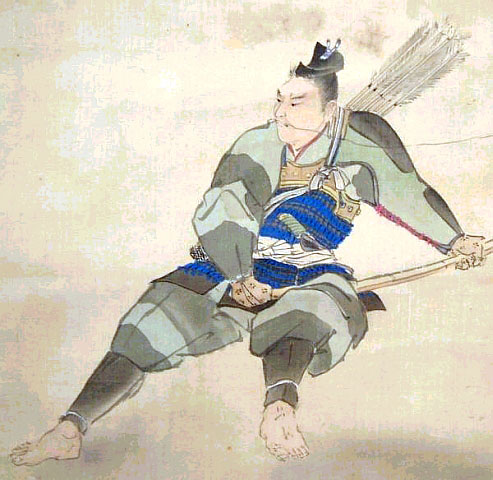
À l'époque de Muromachi.

Les origines du tir à l'arc au Japon remonte à la préhistoire comme dans le reste du monde. Les premières images dépeignant l'arc japonais asymétrique date de la période Yayoi. Le premier texte décrivant le tir à l'arc japonais est la chronique chinoise Weishu (vers l'an 297), qui explique que les habitants des îles japonaises utilisent "un arc en bois qui est court en bas et long en haut.".

### Émergence
Le changement de la société et des unités militaires (samouraï) prenant le pouvoir à la fin du premier millénaire crée une nécessité d'éduquer à l'art du tir à l'arc. Ceci amène donc à la naissance du premier kyujutsu, le Henmi-ryū, fondé par Henmi Kiyomitsu au XIIe siècle. Le Takeda-ryū et l'école d'archerie montée Ogasawara-ryū ont été fondés par la suite par ses descendants. Le besoin d'archers est devenu essentiel par la suite durant la guerre de Genpei (1180–1185), le fondateur d'Ogasawara-ryū, Ogasawara Nagakiyo, commença donc à enseigner le yabusame (l'archerie montée).

### Guerre civile
Du XVe au XVIe siècle, le Japon est ravagé par la guerre civile. Pendant la dernière partie du XVe siècle, Heki Danjō Masatsugu (en) révolutionne le tir à l'arc avec sa nouvelle approche plus efficace appelée hi, kan, chū (voler, transpercer, centre). Sa méthode de tir à l'arc à pied se répandit rapidement. De nombreuses écoles sont alors créées, dont certaines existent encore, par exemple : Heki-ryū Chikurin-ha, Heki-ryū Sekka-ha et Heki-ryū Insai-ha.

### XVIesiècle
L'utilisation du yumi en tant qu'arme de guerre commence à se faire rare quand les portugais arrivent au Japon en 1543, apportant avec eux les armes à feux sous forme de platine à mèche. Les japonais commencèrent rapidement à produire leur propre version de l'arme appelée tanegashima qui finit par devenir avec le yari (une lance) les armes de prédilection. Le Yumi continue cependant à être utilisé en même temps que le tanegashima pendant un certain temps, grâce à sa portée plus importante, sa précision et sa rapidité de tir 30 à 40 fois plus rapide. Le tanegashima ne nécessitait cependant pas autant de temps pour être maîtrisé que le yumi, ce qui a permis à l'armée d'Oda Nobunaga constituée principalement de fermiers, armés de tanegashima, d'anéantir une cavalerie formée de samouraï pendant la bataille de Nagashino en 1575.

### XVIIesiècle
Pendant l'époque d'Edo (1603–1868), le japon s'est refermé dans une société pyramidale dans laquelle le samouraï étaient tout en haut. Il y a ensuite une longue période de paix durant laquelle le samouraï devient un personnel administratif, bien que les talents de combat étaient toujours valorisés. Pendant cette période, le tir à l'arc n'est plus obligatoire, et est pratiqué pendant les cérémonies ou dans diverses compétitions. Le tir à l'arc se propage également dans les populations non guerrières. Les samouraïs sont alors influencées par les philosophies de simplicités et de contrôle de soi tels que le Zen bouddhiste introduit par les moines chinois. Le tir à l'arc, autrefois appelé kyūjutsu (l'art de l'arc), est remplacé par un nouveau concept amené par les moines qui enseignent alors le tir à l'arc : le kyūdō.
Depuis cette période, en particulier à cause de l'ouverture du Japon sur le monde au début de l'ère Meiji (1868–1912), le kyujutsu n'a pas cessé de décroître quant au nombre de pratiquants.